# Ashes (album)
Ashes je čtvrté album od norské gothicdeathdoom metalové kapely Tristania.

## Seznam skladeb
1. Libre
2. Equilibrium
3. The Wretched
4. Cure
5. Circus
6. Shadowman
7. The Gate
8. Endogenisis
9. Bird